# Aetholix borneensis
Aetholix borneensis är en fjärilsart som beskrevs av George Francis Hampson 1912. Aetholix borneensis ingår i släktet Aetholix och familjen Crambidae. Inga underarter finns listade i Catalogue of Life.